# Miniopterus macrocneme
Miniopterus macrocneme là một loài động vật có vú trong họ Dơi muỗi, bộ Dơi. Loài này được Revilliod mô tả năm 1914.